# Wacław Sieroszewski

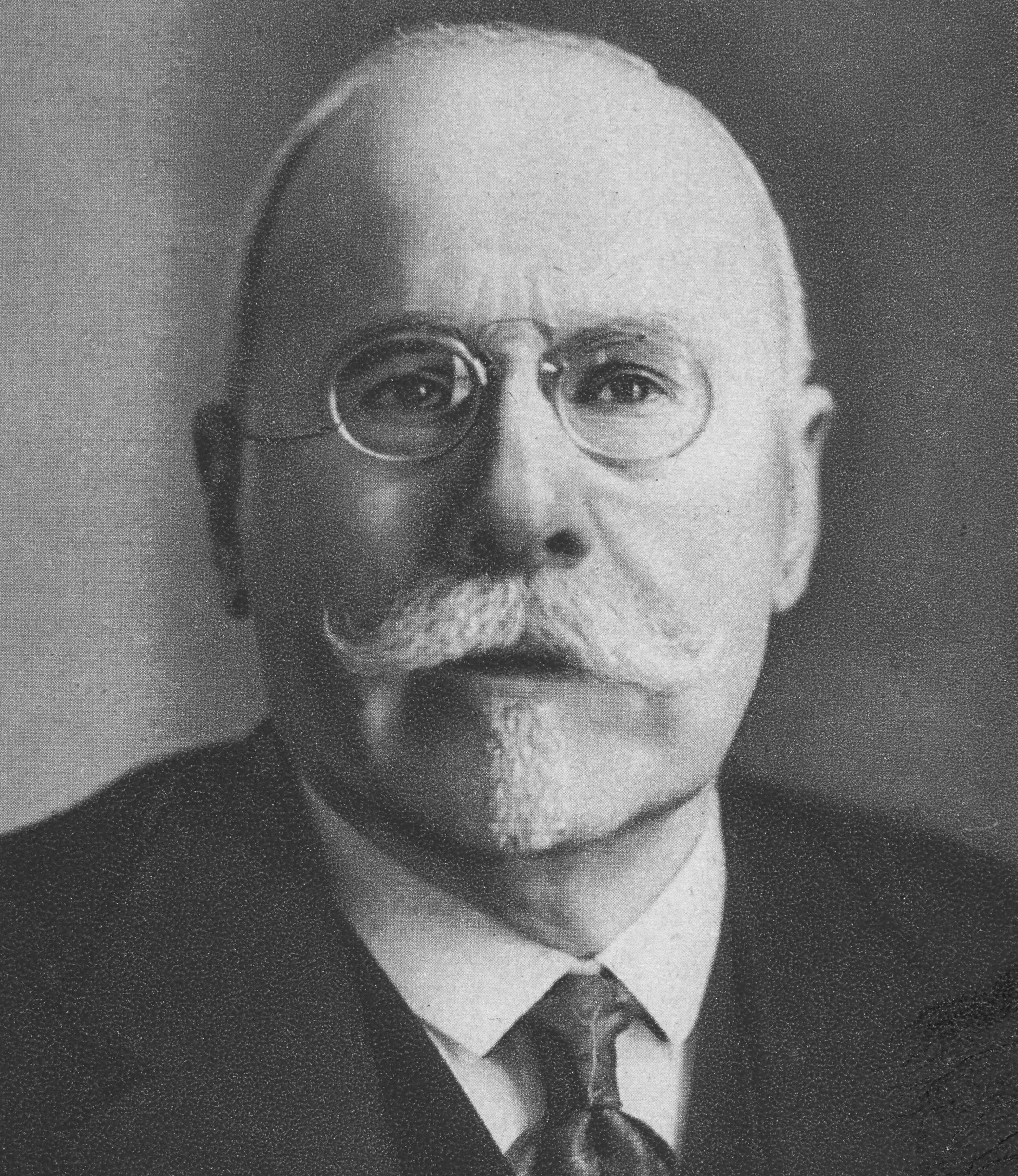
Wacław Sieroszewski (1933)

Wacław Kajetan Sieroszewski alias Wacław Sirko, alias K. Bagrynowski, alias Stefan Korneli (* 21. oder 24. August 1858 in Wólka Kozłowska bei Tłuszcz, Masowien; † 20. April 1945 in Piaseczno) war ein polnischer Schriftsteller der Junges-Polen-Periode, Sibirien-Verbannter, Träger des Ordens Virtuti Militari, Senator der Zweiten Republik Polens und Präsident der Polska Akademia Literatury. Sieroszewski schrieb zahlreiche Romane, Novellen sowie ethnographische Fernost-Werke.

## Leben
Sieroszewski entstammte dem polnischen Landadel. Er besuchte das Gymnasium in Warschau, absolvierte anschließend eine Schlosserlehre und arbeitete als Techniker. Er trat  revolutionären Zirkeln bei und wurde im Jahr 1878 verhaftet und nach Sibirien verbannt. Dort lebte er Zwölf Jahre lang unter primitiven Verhältnissen bei den Jakuten. Er erlernte ihre Sprache, studierte ihre Sitten und Gebräuche und verfasste eine erste ethnographisch-wissenschaftliche Abhandlung über dieses Volk. Für dieses Werk wurde er 1896 mit einem Preis der Petersburger Geographischen Gesellschaft ausgezeichnet. Er forschte auch zu den Tungusen, Jukagiren und Tschuktschen. Nach seiner Rückkehr setzte er seine revolutionäre Tätigkeit fort. In den Jahren 1902 bis 1903 unternahm er gemeinsam mit Bronisław Piłsudski eine Forschungsreise nach Japan, Korea, Sachalin und beteiligte sich 1905 aktiv an der Russischen Revolution. Mit dem Ausbruch des Ersten Weltkriegs trat er in die Polnische Legionen Józef Piłsudskis ein und wurde später Propagandaminister in Jędrzej Moraczewskis Kabinett in Lublin. In den Jahren 1920 bis 1921 nahm er am Polnisch-Sowjetischen Krieg teil.
Sieroszewski war als Kulturpolitiker tätig. Er war von 1927 bis 1930 Vorsitzender des polnischen Schriftstellerverbandes, Delegierter des PEN-Clubs und von 1933 bis 1939 erster Präsident der Polnischen Literaturakademie (polnisch Polska Akademia Literatury). Er verfasste zunächst realistische Reiseschilderungen mit genauer Kenntnis des jeweiligen Milieus. Später kamen Märchen und historische Erzählungen und Romane hinzu.

## Werke (Auswahl)
Ethnographie
- Dwanaście lat w kraju Jakutów. 1901 (von der Geographische Gesellschaft von Petersburg herausgegeben).
- Sibirische Erzählungen. Marchlewski Verlag, 1903.
- Na daleki Wschod. 1904.
- Korea. Klucz Dalekiego Wschodu. 1906.
- Wśród kosmatych ludzi. Warschau 1938.

Märchen
- Powieści chińskie. 1903 (Erzählung).
- Ol-Soni-Kisań. 1906 (Erzählung).

Belletristik
- Na kresach lasów. 1894 (Erzählung).
- W matni. 1896 (Erzählung).
- Zamorski diabeł. 1903.
- Ocean. 1917 (Roman).
- Ucieczka 1918.
- Miłość samuraja. 1926.
- Dalai-Lama. 1927.
- Z fali na falę (= Dzieła zbiorowe. Band 6). 1931 (Erzählung).
- Beniowski (= Dzieła zbiorowe. Band 16). 1935 (Roman).